# 神道指令
神道指令（日语：／ Shintō shirei */?），全稱「有關廢止政府對國家神道、神社神道的擔保、支持、保護、監督、傳播的文件」（国家神道、神社神道ニ対スル政府ノ保証、支援、保全、監督並ニ弘布ノ廃止ニ関スル件），是一道在第二次世界大戰日本戰敗後，駐日盟軍總司令部（GHQ）在1945年10月頒佈的命令。該命令的主旨是要求日本廢除國家神道體制，終止國家層面對神道的支持。